# Ангели (династія)
Ангели — династія імператорів Східної Римської імперії (1185–1204), вихідці з великої землевласницької знаті. Прийшли до влади після повалення Андроніка І Комніна.
Ангели проводили політику роздачі проній та привілеїв, збільшили податки, процвиндрювали гроші на бенкети та розваги. Часи правління Ангелів це часи ослаблення держави, загострення внутрішніх проблем та династичної боротьби. Армія ослабла, флот був у жалюгідному стані. Імперія в цілому була в кризі, її кордони стрімко скорочувалися. Ангели давали привілеї Генуї та Пізі, через що вкрай загострилися стосунки з Венецією. Вони відбили напад сицилійських норманів, але зазнали поразок у війнах з сельджуками. За Ангелів сталися ІІІ та IV хрестовий походи. Під час останнього хрестоносці захопили Царгород і скинули імператорів роду Ангелів з престолу. На якийсь час Візантія перестала існувати. В 1204–1318 роках Ангели — династія правителів Емірської держави.
Також представники династії були правителями Фессалії. Останнім відомим володарем був Іоанн II Дука у 1303—1318 роках.

## Імператори
- Ісаак II Ангел
- Олексій III Ангел
- Олексій IV Ангел